# Тарасов Андрій Миколайович
Андрі́й Микола́йович Тара́сов — капітан Збройних сил України, учасник російсько-української війни.

## Життєпис
До мобілізації працював шахтарем, помічник начальника дільниці на шахті імені Героїв Космосу в Павлограді. На початку 1990-х закінчив Слов'янське авіаційно-технічне училище цивільної авіації.
Командир 2-ї роти 39-го дніпропетровського механізованого батальйону. У серпні вирвався з підрозділом із Іловайського котла.
У 20-х числах листопада 2014-го з підрозділом прибув для укріплення позицій на Лисичанському напрямку.

## Нагороди
21 жовтня 2014 року — за особисту мужність і героїзм, виявлені у захисті державного суверенітету та територіальної цілісності України, вірність військовій присязі під час російсько-української війни, відзначений — нагороджений орденом Богдана Хмельницького III ступеня.